# Klaus Bundgård Povlsen
 Der er for få eller ingen kildehenvisninger i denne artikel, hvilket er et problem. Du kan hjælpe ved at angive troværdige kilder til de påstande, som fremføres i artiklen.

Klaus Bundgård Povlsen (født 4. september 1958 i Kongens Lyngby) er en dansk journalist og vært på TV Avisen.
Han er søn af forfatterne Orla Bundgård Povlsen og Grete Povlsen. Povlsen er uddannet journalist fra Danmarks Journalisthøjskole i 1986, og var fra 1982–1984 i praktik ved Politiken. Efter et år på B.T. blev han i 1987 fastansat ved Politiken, hvor han dækkede Blekingegade-sagen. Efter sagens afslutning blev han tilknyttet bladets Christiansborg-redaktion, hvorefter han fungerede som rejsende reportage-journalist.
I 1997 skiftede han til DR, først som reporter på TV Avisen, senere som vært og redaktør på ugemagasinet Indefra på DR2, der også havde Cecilie Beck som vært. Klaus Bundgård Povlsen skiftede i 2002 til debatprogrammet Debatten, hvor han blev vært. Da rollen som vært for forbrugermagasinet Kontant på DR1 blev ledig i januar 2007, skiftede han imidlertid til hovedkanalen. I 2008 vendte han tilbage til TV Avisen som studievært.
Han er gift med kollegaen Dorte Fals, der har været vært på magasinet Penge.